# Dipivefrina
La dipivefrina es un medicamento que se utiliza para el tratamiento de la hipertensión ocular y el glaucoma de ángulo abierto. Se emplea en forma de gotas oftálmicas que se aplican directamente sobre la conjuntiva del ojo. Es un agente simpaticomimético que está emparentado con otros fármacos que poseen su misma indicación, como la apraclonidina y la brimonidina.

## Mecanismo de acción
La dipivefrina es un profármaco que se transforma por hidrólisis enzimático en epinefrina que es la sustancia activa. Tiene la ventaja sobre el colirio de epinefrina de ser mejor tolerado. Su acción de disminución de la presión intraocular se debe a que facilita la reabsorción del humor acuoso a nivel de la malla trabecular y en mucha menor proporción disminuyendo la producción de este líquido en el cuerpo ciliar.

## Dosificación
Se emplea en solución al 0.1% que se aplica en forma de gotas cada 12 horas.

## Efectos secundarios y contraindicaciones
Puede producir efectos secundarios locales sobre la conjuntiva del ojo. Los más usuales son ardor, sensación de quemazón y enrojecimiento. Podría producir efectos generales como hipertensión arterial y taquicardia.
En pacientes afáquicos se han producido casos de edema macular, si bien esta revierte al suspender el tratamiento. 
Debido a su efecto dilatador de la pupila (midriasis) está contraindicado en el glaucoma de ángulo cerrado.